# Terej Abbottův
Terej Abbottův (Papasula abbotti) je vzácný mořský pták z čeledi terejovitých, jediný zástupce rodu Papasula. Hnízdí pouze na Vánočním ostrově v Indickém oceánu, původně však hnízdil i v dalších koutech Indického a Tichého oceánu. V době mimo hnízdění se rozlétá na širé moře Indického oceánu i tisíce kilometrů daleko od svého hnízdiště. Úspěšně nevyhnízdí častěji než jednou za dva roky.

## Systematika
Formální pojmenování druhu připadá na rok 1893, kdy druh popsal americký ornitolog Robert Ridgway jako Sula abbotti. Ridgway svůj popis založil na základě exempláře, který v roce 1892 odchytil americký přírodovědec William Louis Abbott na ostrově Assumption (Seychely). Olson & Warheit (1988) po podrobné osteologické analýze  usoudili, že terej Abbottův představuje nejprimitivnějšího (tj. bazálního) zástupce terejů (Sulidae) a je od ostatních terejů natolik odlišný, že by měl být řazen do samostatného rodu Papasula. Bazální postavení tereje Abbottova bylo potvrzeno i genetickou analýzou z roku 1997 a 2011. Druhá zmíněná studie datuje vydělení tereje Abbottova do doby před 22 miliony let.
Rozeznává se pouze jeden žijící poddruh a hned dva fosilní poddruhy. Všechny poddruhy tedy jsou:
- P. a. abbotti – nominátní poddruh z Vánočního ostrova.
- P. a. nelsoni – fosilní poddruh Maskarén, který byl větší než nominátní poddruh. Vyhynul do konce 18. století.[8]
- P. a. costelloi – fosilní druh z Markéz, vyhynul snad kolem roku 1200.

## Popis

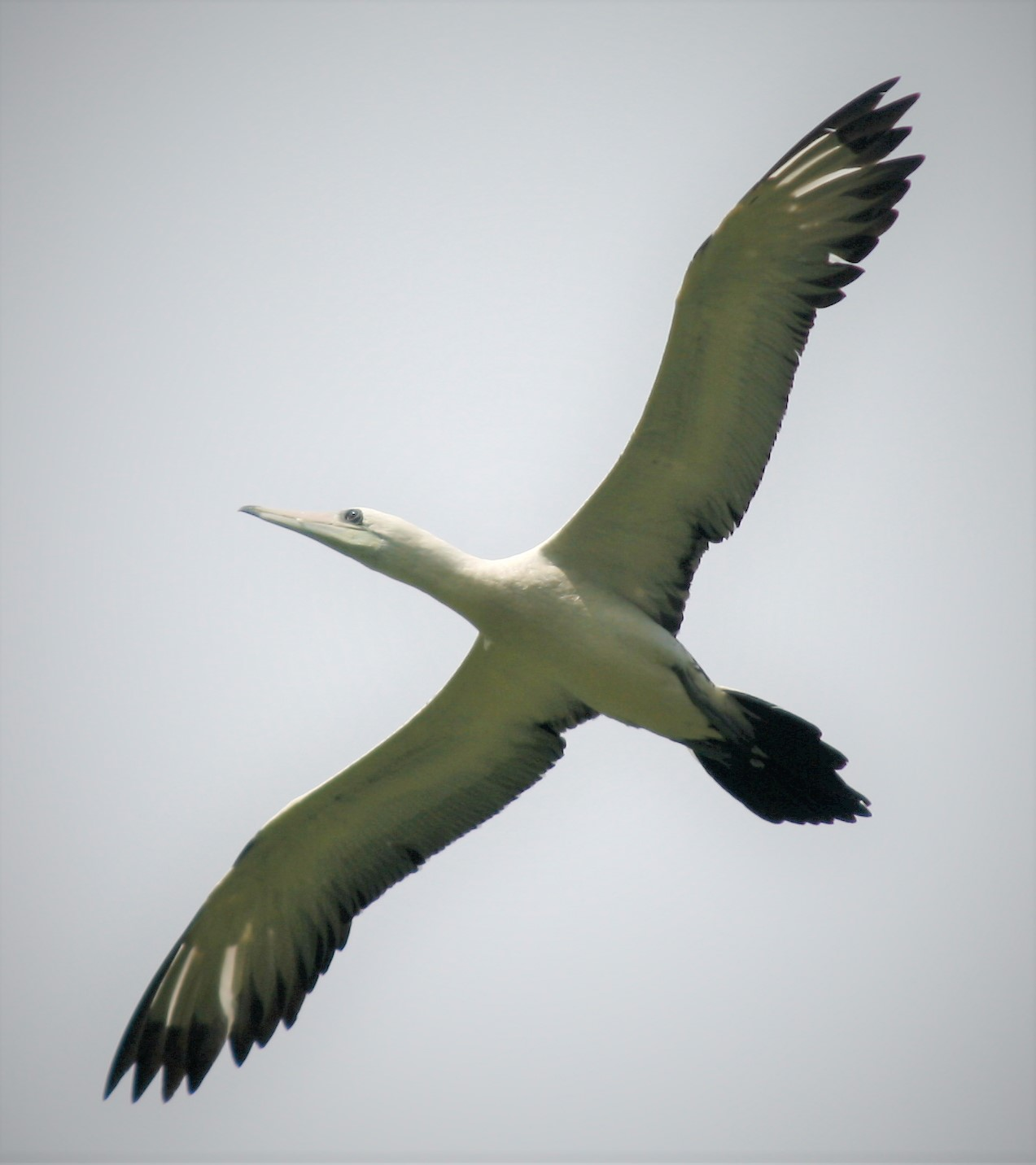
Terej Abbottův v letu

Tento statný mořský pták dosahuje délky těla kolem 79 cm. Protáhlá hlava je bílá, stejně jako silný krk a celá spodina. Boky jsou bílé s černým kropením. Dlouhá křídla jsou svrchu převážně černá, vnitřní strana ručních letek je bělavá, karpální páska a některé krovky mají bílé skvrny. Spodní strana křídel je převážně bílá, okraje jsou černé. Ocas je černý, často s bílými konečky; bílá nicméně pokrývá jen asi dva milimetry konců rýdovacích per, což je v terénu prakticky nepostřehnutelné. Horní ocasní krovky jsou bílé. Samec i samice vypadají stejně, sezónní variabilita opeření není přítomná. Duhovky jsou modré, stejně jako prosvítající kůže kolem očí. Zobák samců je šedomodrý až narůžovělý, zobák samic bývá růžový. U obou pohlaví má zobák černou špičku. Nedospělí jedinci vypadají jako dospělci, pouze jejich zobák je šedý.

## Výskyt

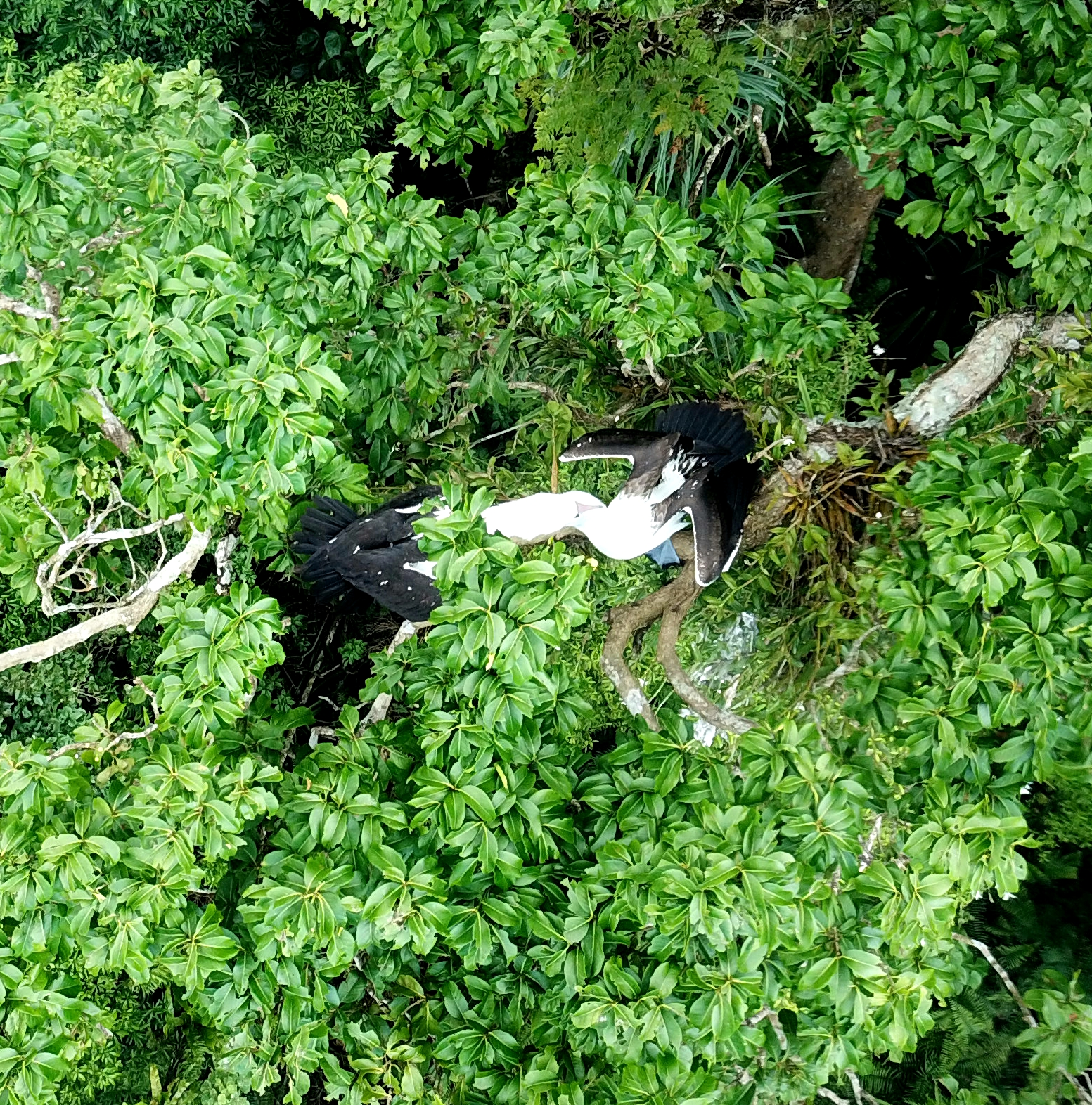
Krmení nedospělého jedince v korunách stromů

Terej Abbottův hnízdí pouze na Vánočním ostrově. Původní rozšíření druhu však zahrnovalo většinu Indického a Tichého oceánu. Fosilní pozůstatky druhu jsou známy mj. ze Seychel a Maskarén. V roce 2007 byl terej Abbottův zaznamenán na pacifickém ostrově Rota; jednalo se o vůbec první věrohodný záznam druhu v Tichém oceánu.

## Biologie a chování
Většinu času tráví na moři a na pevninu zalétá hlavně za účelem hnízdění. Živí se rybami a desetiramenatci, které sbírá v místech vysoké úživnosti oceánu v oblastech stoupavých proudů. Za potravou může během hnízdění létat i 400 km daleko. V době mimo hnízdění se rozlétává na moře, kde může urazit i značné vzdálenosti. Byl pozorován na Čagoských ostrovech, které jsou asi 4000 km daleko od Vánočního ostrova.

### Hnízdění

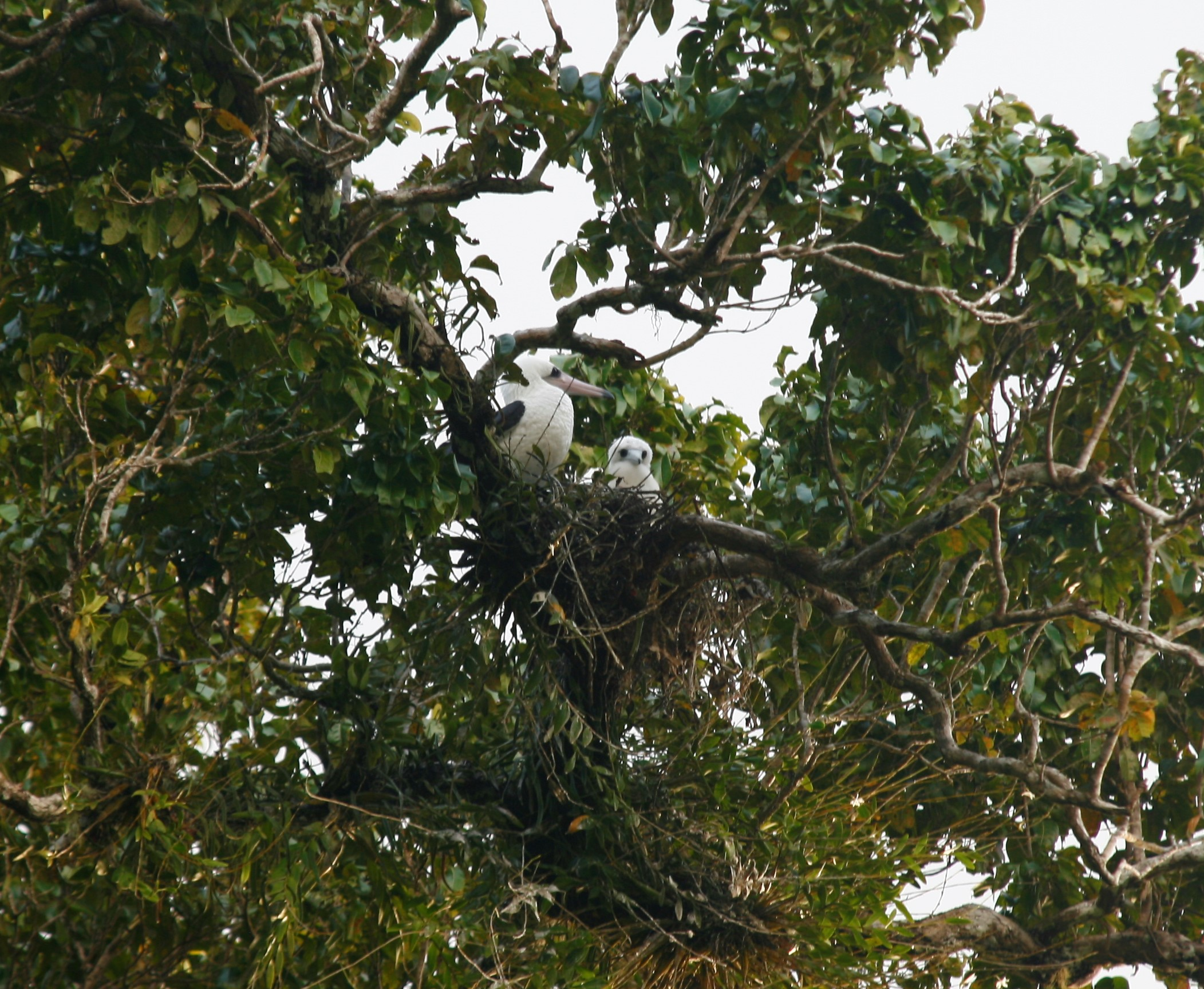
Terej Abbottův na hnízdě

Hnízdí vysoko v korunách vzrostlých stromů deštných lesů v západní, severní a střední části Vánočního ostrova. Hnízdí 10–40 m nad zemí, nejčastěji na stromech Syzygium nervosum a Planchonella nitida. Hnízda jsou rozmístěna v řídce osídlených, volných koloniích; terej Abbottův představuje vůbec nejméně koloniální druh ze všech terejů. Samice klade pouze jedno velké vejce o rozměrech kolem 80×53 mm a váze kolem 110 g. Inkubace je dlouhá kolem 57 dní, což je doba o 11 dní delší než u ostatních terejů. Na vejcích se oba partneři střídají v dlouhých inkubačních směnách, které v průměru trvají 50–60 hodin. Dobře vyvinutá ptáčata mohou otevřít oči již v prvním dni života; z vaječné skořápky se jim pomáhá dostat tzv. vaječný zub. Ptáčata opouští hnízdo po asi 5 měsících, což je o 1–2 měsíce delší doba než u jiných terejů. Dalších asi 6–8 měsíců rodiče své potomky nadále krmí mimo hnízdo. Kompletní hnízdní cyklus tak zabírá kolem 16 měsíců, takže většina terejů Abbottových zahnizďuje jen jednou za dva roky. K prvnímu zahnízdění dochází kolem věku 8 let. Může se dožít kolem 40 let.

## Ohrožení
Jedná se o ohrožený druh. Celková populace je momentálně stabilní, nicméně populační trend může být vzhledem k jediné lokalitě hnízdiště rychle zvrácen. Celkový počet terejů Abbottových se odhaduje na 9000 jedinců, což odpovídá asi 6000 dospělcům a 2500 hnízdům. Odhad velikosti populace tereje Abbottova je poměrně problematický  vzhledem k jeho dvouročnímu hnízdnímu cyklu. V minulosti druh utrpěl silný populační pokles a z většiny původního areálu výskytu již zcela vymizel. K novodobým hrozbám druhu na Vánočním ostrově patří ztráta přirozeného prostředí následkem kácení původních lesů pro těžařské účely a pro stavbu cest. K dalším hrozbám patří invazivní, extrémně agresivní mravenec Anoplolepis gracilipes, který patrně může napadat ptáčata terejů Abbottových na hnízdech. Přímá pozorování sice chybí, avšak zavržení hnízd z důvodu napadení těmito mravenci bylo pozorováno u příbuzného tereje černokřídlého (Papasula abbotti).